# Pasaje Santa Rosa
El Pasaje Santa Rosa es una calle del Damero de Pizarro en el centro histórico de Lima, capital del Perú. Se extiende en una cuadra desde el Jirón Camaná hasta el Jirón de la Unión, a la altura de la Plaza Mayor. La única cuadra que forma acoge varios restaurantes y establecimientos comerciales, así como la galería del ayuntamiento y dos monumentos dedicados a Taulichusco y Francisco Pizarro. Adicionalmente, se une al Jirón Conde de Superunda por medio del Pasaje Nicolás de Ribera.

## Historia
El pasaje fue originalmente planeado como la Avenida Santa Rosa de Lima por la Resolución Suprema del día 28 de abril de 1944, bajo la presidencia de Manuel Prado Ugarteche, con un ancho de 18 metros (con veredas de un metro y portales de 5 metros). Su planificación se dio en el contexto de las obras de expansión del Palacio Municipal, donde la municipalidad adquirió los terrenos colindantes a este, y fue proyectada sobre cuatro manzanas que serían expropiadas para conectar la Plaza Mayor con la Avenida Tacna, a la altura del Santuario de Santa Rosa de Lima, que también fue el foco de un proyecto para construir una basílica hasta su declaración como Monumento Nacional el 15 de abril de 1959.
El proyecto fue objetado por la Junta Deliberante Metropolitana de Monumentos Históricos y Artísticos debido a que se consideraba que el proyecto rompía con la unidad de las manzanas, no se justificaba en su objetivo de solucionar el tráfico, y afectaba inmuebles históricos como los de Fernando Barbieri y Francisco Bolognesi. Al ser abandonado el proyecto, el pasaje pasó a ser de carácter peatonal.

### SigloXXI
En 1985, el entonces alcalde de Lima, Alfonso Barrantes, inauguró una huanca como monumento a la memoria de Taulichusco, el último curaca previo a la conquista.
En diciembre de 2024, la Municipalidad Metropolitana de Lima anunció la mudanza de la Estatua ecuestre de Francisco Pizarro de su ubicación en el Parque de la Muralla hacia el pasaje como parte del 490 aniversario de la fundación española de la ciudad de Lima. La mudanza se dio la madrugada del día 15 de enero de 2025, siendo inaugurado el 18.